# Cryptandra intermedia
Cryptandra intermedia là một loài thực vật có hoa trong họ Táo. Loài này được (Rye) Rye mô tả khoa học đầu tiên năm 2007.